# مراقبة الهواتف
مراقبة الهواتف هي عملية مراقبة المحادثات الهاتفية وتتبع مواقع الهواتف ورصد بياناتها. قبل عصر الهواتف المحمولة، كان هذا الإجراء يستخدم للإشارة إلى التنصت على الخطوط الهاتفية عبر طريقة تسمى التنصت الهاتفي. وحاليًا حلت البرمجيات التي تراقب الهواتف المحمولة للمستخدمين محل التنصت الهاتفي.
في الوقت الذي تقوم فيه المؤسسات الكبرى بمراقبة الهواتف المحمولة لفترات طويلة، وخاصة للحصول على أدلة على الأنشطة غير المشروعة، يقوم الأفراد بالمزيد والمزيد من مثل هذه المراقبة في الوقت الحالي لأسباب شخصية. ويثير ذلك التساؤل الأخلاقي والمعنوي والقانوني حول من يمتلك خصوصيتك.

## معدل الانتشار
وفقًا لتقرير جمعية الإدارة الأمريكية لعام 1998، فإن 43% من الشركات تتنصت بالفعل على المحادثات الهاتفية وملفات الكمبيوتر ورسائل البريد الإلكتروني الخاصة بالموظفين. لا توجد بيانات حديثة حول عدد حالات المراقبة الهاتفية التي يتم تنفيذها حاليًا.

## أجهزة التنصت على الهواتف المحمولة
انتشرت في السنوات الأخيرة أجهزة تستطيع فك التشفير الرقمي لشبكات GSM حتى 4G وتعمل تلك الأجهزة عن طريق مسح الشبكات في مدى معين يصل إلى 30 كيلوتمترا ثم تقوم تلك الأجهزة بالتقاط الشفرات الرقمية وفكها واعتراض المكالمة والتنصت عليها وتوجد بعض الشركات تبيع تلك الأجهزة للأفراد والحكومات في الدول العربية مثل XshopX.

## برامج مراقبة الهواتف
تجري حاليًا مراقبة الهواتف بشكل أكثر شيوعًا على الهواتف المحمولة. وتتزايد سهولة القيام بذلك مع توفير برمجيات مراقبة الهواتف المحمولة. يمكن شراء هذه البرمجيات بسهولة عبر شبكة الإنترنت ويمكن تثبيتها بسرعة على أي هاتف يتصل به الشخص. وقد أثيرت التساؤلات حول ما إذا كانت هذه البرامج تعتبر غير قانونية. ويتحايل معظم مصممي البرمجيات على هذه المشكلة ولكنهم يضعون إخلاء مسؤولية يفيد بأنهم لا يؤيدون أي أنشطة غير قانونية., ومن ثم، فإن المسؤولية القانونية تقع على مستخدم البرمجيات لضمان عدم خرقه لأي قوانين.

## إيقاف مراقبة الهواتف
في الوقت الراهن، يبدو أنه من الصعب اكتشاف مراقبة الهواتف أو منعها. هناك شركات أمنية يمكنها المساعدة في إزالة هذه البرمجيات من الهواتف المحمولة، على الرغم من أنه يستحيل عمليًا على أي فرد القيام بذلك. ولم يضع القانون حتى الآن حدودًا واضحة لمن يمكنه القيام بمراقبة الهواتف ومن لا يمكنه. وقد نفى قرار المحكمة الاتحادية لعام 2005 قيام مكتب التحقيقات الفيدرالي بتعقب مواقع الهواتف المحمولة للأشخاص الذين لم يرتكبوا أية جرائم.